# Белорусская диаспора
Белорусская диаспора (бел. Беларуская дыяспара) — сообщество людей белорусского происхождения, проживающих за пределами Беларуси.
По данным различных исследований, число людей составляющих белорусскую диаспору находится между 2.5 и 3.5 миллионами человек. Цифра включает в себя потомков эмигрантов с территории Беларуси конца XIX — начала XX века, также эмигрантов времён Второй мировой войны, а также эмигрантов из волны, которая началась в 1990-х годах. Другая группа белорусской диаспоры — люди, которые мигрировали внутри СССР, а после его распада стали жителями других постсоветских государств. Отдельную группу составляют связанные с белорусской диаспорой коренные белорусские меньшинства, которые проживают на границах Республики Беларусь с Польшей, Литвой и Россией.
Отдельную группу эмигрантов из Беларуси образуют белорусские евреи, которые создали значительные общины в США и Израиле.
Существует тенденция к сокращению количества людей, идентифицирующих себя как белорусы, по словам официальных переписей.
Крупнейшие и наиболее организованные белорусские диаспоры существуют в России, на Украине, в Польше, США, Канаде, Великобритании, Литве, Латвии и Эстонии.
Ассоциация белорусов мира «Бацькаўшчына» в Минске является международной организацией, которая объединяет людей белорусского происхождения со всего мира. С 1919 года правительство в изгнании Белорусской Народной Республики действует в качестве центра консолидации для многих белорусов за рубежом, особенно в Северной Америке и Западной Европе.

## Данные ООН
По данным ООН на 2017 год численность белорусских эмигрантов в мире составила почти 1.5 миллиона человек в 55 странах мира.
| Страна         | Количество человек |
| -------------- | ------------------ |
| Россия         | 764 819            |
| Украина        | 247 989            |
| Польша         | 79 534             |
| Казахстан      | 70 858             |
| США            | 59 517             |
| Латвия         | 44 485             |
| Италия         | 32 952             |
| Литва          | 32 093             |
| Узбекистан     | 26 266             |
| Германия       | 25 617             |
| Израиль        | 22 548             |
| Канада         | 12 131             |
| Эстония        | 11 331             |
| Кыргызстан     | 9 748              |
| Чехия          | 4 187              |
| Испания        | 3 922              |
| Великобритания | 3 881              |
| Туркменистан   | 3 841              |
| Франция        | 3 451              |
| Молдова        | 3 259              |
| Швеция         | 2 865              |
| Австралия      | 2 156              |
| Австрия        | 1 835              |
| Бельгия        | 1 597              |
| Греция         | 1 430              |
| Швейцария      | 1 239              |
| Грузия         | 1 087              |
| Норвегия       | 1 072              |
| Болгария       | 1 064              |
| Португалия     | 962                |
| Дания          | 815                |
| Ливия          | 778                |
| Таджикистан    | 698                |
| Ирландия       | 657                |
| Азербайджан    | 450                |
| ЮАР            | 395                |
| Финляндия      | 391                |
| Нидерланды     | 368                |
| Кипр           | 362                |
| Турция         | 354                |
| Армения        | 327                |
| Аргентина      | 315                |
| Египет         | 262                |
| Словакия       | 223                |
| Венгрия        | 216                |
| Словения       | 156                |
| Сербия         | 133                |
| Хорватия       | 91                 |
| Исландия       | 45                 |
| Люксембург     | 43                 |
| Мальта         | 35                 |
| Бразилия       | 10                 |
| Коста-Рика     | 5                  |
| Боливия        | 5                  |
| Чили           | 5                  |
| Мир            | 1 484 875          |